# Baie de la Seyne
La baie de la Seyne est une baie de France située dans le Var, dans la rade de Toulon dont elle constitue l'extrémité, entre la Seyne-sur-Mer au sud et à l'ouest, Ollioules au nord-ouest et Toulon au nord. L'intégralité de son littoral est aménagé avec différentes installations portuaires dont le port de la Seyne et ses anciens chantiers navals, un port de commerce et le port militaire de Toulon.